# Stadion Park mladeži
Stadion Park Mladeži (Estadio Parque de la Juventud) es un estadio de fútbol ubicado en la ciudad de Split, Croacia. Es el segundo estadio más grande de Split (detrás del Poljud) y es utilizado por el club de fútbol, RNK Split.
El estadio fue construido en la década de 1950 (construcción inicial comenzó en 1949) para RNK Split, que comenzó a usarlo en 1955. El estadio nunca se completó, aunque pasó por una renovación de los Juegos Mediterráneos de 1979, que tuvo como sede la ciudad de Split.
El estadio tiene una capacidad de 4075 espectadores, y está localizado en el barrio de Brodarica. El estadio cuenta con una pista de atletismo alrededor del campo de juego, que es utilizado por el Club de Atletismo de Split (ASK). Aparte de la cancha principal, también cuenta con un campo de entrenamiento que es utilizado por equipos pequeños, como NK Galeb.
- Datos: Q3443162